# Liste der Kulturdenkmale in Junglinster
In der Liste der Kulturdenkmale in Junglinster sind alle Kulturdenkmale der luxemburgischen Gemeinde Junglinster aufgeführt (Stand: 15. Juli 2025).

## Kulturdenkmale nach Ortsteil

### Altlinster
| Bild           | Bezeichnung          | Lage                          | Beschreibung | Stufe | Eingetragen seit |
| -------------- | -------------------- | ----------------------------- | --- | ----- | ---------------- |
| Weitere Bilder | Häerdcheslee         | (Karte)                       | Die Kultstätte „Häerdcheslee“ ist ein Felsen, auf dem ein Relief mit zwei Personen zu sehen sind. Das Grabdenkmal stammt aus gallo-römischer Zeit. Die linke Figur ist 2,10 Meter hoch, die rechte 2,0 Meter. Beide tragen lange Mäntel. Nur der Kopf der linken Figur ist noch erhalten. In der rechten Hand hält sie einen Stab. Bei der rechten Figur fehlt der Kopf, Attribute sind nicht mehr erkennbar. Es soll sich um einen keltischen Adligen und seine Frau handeln, die um 25 bis 100 n. Chr. lebten. | PCN   | 26. Oktober 2018 |
|                | Gebäude              | 2 und 4, rue des Prés (Karte) | | PCN   | 3. April 2023    |
| Weitere Bilder | Kapelle mit Friedhof | (Karte)                       | | IS    | 7. Februar 1984  |

### Beidweiler
| Bild                             | Bezeichnung                      | Lage                        | Beschreibung | Stufe | Eingetragen seit  |
| -------------------------------- | -------------------------------- | --------------------------- | ------------ | ----- | ----------------- |
| Wohnhaus eines Bauernhofs        | Wohnhaus eines Bauernhofs        | 2, rue de l’Eglise (Karte)  |              | PCN   | 19. November 2014 |
| ehemaliger Bauernhof             | ehemaliger Bauernhof             | 5, rue d’Eschweiler (Karte) |              | IS    | 5. August 2011    |
| landwirtschaftliche Nebengebäude | landwirtschaftliche Nebengebäude | 2, rue de l’église (Karte)  |              | IS    | 29. November 2013 |

### Burglinster
| Bild                                    | Bezeichnung                                | Lage                          | Beschreibung | Stufe | Eingetragen seit  |
| --------------------------------------- | ------------------------------------------ | ----------------------------- | --- | ----- | ----------------- |
| Weitere Bilder                          | Schloss Burglinster                        | (Karte)                       | Linster wurde 1098 als Besitztum von Sankt Simeon in Trier erstmals erwähnt. Im Jahr 1231 erhielten Beatrix von Linster und der Seneschall Dietrich von Fentsch die Burg als Lehen der Gräfin Ermesinde von Luxemburg. Ab der Mitte des 14. Jahrhunderts war das Schloss Sitz der Familie von Orley. Im 15. Jahrhundert wurde das untere Schloss mit zwei Wehrtürmen errichtet. Zwischen 1542 und 1544, während der Kriege zwischen dem deutschen Kaiser Karl V. und dem französischen König Franz I., wurde die Burg weitgehend zerstört. Ab 1548 erbaute man einen Renaissance-Flügel auf der Südseite. Zwischen 1682 und 1684 zerstörten französische Truppen erneut Teile des Schlosses. In den folgenden Jahrhunderten wechselte die Burg immer wieder den Besitzer, bis sie 1968 vom luxemburgischen Staat gekauft wurde und in den folgenden Jahren restauriert wurde. | PCN   | 26. Oktober 1982  |
| Haus mit Garten und Platz               | Haus mit Garten und Platz                  | 2, rue de Gonderange (Karte)  | Haus „A Pëtzen“ aus dem 17. Jahrhundert, von 1952 bis 2017 als Jugendherberge genutzt | PCN   | 5. Oktober 2001   |
| Gebäude                                 | Gebäude                                    | 9, rue d’Imbringen (Karte)    | | PCN   | 26. Oktober 2007  |
| Archäologische Fundstätte „Beddelsteen“ | Archäologische Fundstätte „Beddelsteen“    | (Karte)                       | | PCN   | 26. Oktober 2018  |
| Wohngebäude                             | Wohngebäude                                | 11, rue de Gonderange (Karte) | | PCN   | 11. Mai 2020      |
|                                         | Gebäude mit Nebengebäude, Mauer und Ruinen | 10, Place du Village (Karte)  | | PCN   | 10. Dezember 2021 |
|                                         | Gebäude                                    | 20, Place du Village (Karte)  | | PCN   | 2. September 2022 |
| 2 Riesenmammutbäume                     | 2 Riesenmammutbäume                        | „Baumbusch“ (Karte)           | | IS    | 29. März 1974     |
| Felsen mit Kerben                       | Felsen mit Kerben                          | (Karte)                       | | IS    | 17. Oktober 2017  |

### Eisenborn
| Bild           | Bezeichnung                            | Lage                          | Beschreibung | Stufe | Eingetragen seit  |
| -------------- | -------------------------------------- | ----------------------------- | --- | ----- | ----------------- |
| Gebäude        | Gebäude                                | 6, rue de Blaschette (Karte)  | | PCN   | 31. Juli 2009     |
| Weitere Bilder | Schloss Eisenborn mit Garten und Teich | 1, chemin de la Forêt (Karte) | Das kleine Schloss wurde im 18. Jahrhundert errichtet. Es war zunächst ein Landgut und von 1902 bis 1992 ein Kloster bzw. ein Landhaus des Pensionats „Notre-Dame“. Nach der Übernahme durch den Staat verfiel es und soll nun saniert werden. | PCN   | 13. November 2009 |
| Weitere Bilder | Kapelle                                | (Karte)                       | | IS    | 5. November 2002  |

### Eschweiler
| Bild                              | Bezeichnung                       | Lage                      | Beschreibung | Stufe | Eingetragen seit |
| --------------------------------- | --------------------------------- | ------------------------- | ------------ | ----- | ---------------- |
| Hof mit Nebengebäuden und Plätzen | Hof mit Nebengebäuden und Plätzen | 2, rue de l’Ecole (Karte) |              | PCN   | 5. Oktober 2001  |

### Godbringen
| Bild                         | Bezeichnung                  | Lage                                | Beschreibung | Stufe | Eingetragen seit |
| ---------------------------- | ---------------------------- | ----------------------------------- | ------------ | ----- | ---------------- |
| Stieleiche (Quercus robur)   | Stieleiche (Quercus robur)   | 3, rue du Cimetière (Karte)         |              | IS    | 29. März 1974    |
| Gebäude mit Grundstück       | Gebäude mit Grundstück       | 1 und 3, rue de Junglinster (Karte) |              | IS    | 20. Februar 2008 |
| Bauernhof und Tagelöhnerhaus | Bauernhof und Tagelöhnerhaus | 2, op der Haerdchen (Karte)         |              | IS    | 24. Januar 2017  |

### Gonderingen
| Bild                                      | Bezeichnung                               | Lage                    | Beschreibung | Stufe | Eingetragen seit   |
| ----------------------------------------- | ----------------------------------------- | ----------------------- | ------------ | ----- | ------------------ |
| Haus                                      | Haus                                      | 1, rue des Prés (Karte) |              | IS    | 19. August 2011    |
| Anbau an der rechten Seite des Wohnhauses | Anbau an der rechten Seite des Wohnhauses | 1, rue des Prés (Karte) |              | IS    | 12. September 2011 |

### Imbringen
| Bild      | Bezeichnung | Lage                                 | Beschreibung | Stufe | Eingetragen seit  |
| --------- | ----------- | ------------------------------------ | ------------ | ----- | ----------------- |
| Bauernhof | Bauernhof   | 22, route de Luxembourg (Karte)      |              | PCN   | 10. November 2017 |
| Wacholder | Wacholder   | „op dem Imbringer Kneppchen“ (Karte) |              | IS    | 29. März 1974     |

### Junglinster
| Bild                       | Bezeichnung                                   | Lage                                                 | Beschreibung | Stufe | Eingetragen seit  |
| -------------------------- | --------------------------------------------- | ---------------------------------------------------- | --- | ----- | ----------------- |
| Weitere Bilder             | Pfarrkirche                                   | (Karte)                                              | Die Kirche St. Martin wurde in den Jahren 1771 bis 1773 im spätbarocken Stil errichtet. Innen und außen wurde die Kirche zwischen 1969 und 1974 und erneut zwischen 2008 und 2010 komplett restauriert. Die aufwendig ausgemalten Chorgewölbe wurden Ignatius Millim aus Brünn gestaltet. Das Langhaus mit sechs Fensterachsen wird von einem Turm angeschlossen, in dessen Erdgeschoss sich der Rechteckchor mit Tonnengewölbe befindet. | PCN   | 28. Dezember 1961 |
| Weitere Bilder             | Orgel der Pfarrkirche                         | (Karte)                                              | Die barocke Orgel wurde um 1600 von einem unbekannten Orgelbauer für das Kloster Marienthal geschaffen. Als das Kloster 1792 aufgelöst wurde, kaufte die Kirchengemeinde das Instrument. Der luxemburgische Orgelbauer Jean Nollet passte die Orgel an. Im Jahr 1887 installierte Charles Wetzel aus Straßburg eine neue Orgel. Im Jahr 1939 renovierte Georg Haupt die Orgel: Die Holzpfeifen wurden ersetzt, zwei Register wurden ausgetauscht und zwei weitere wurden hinzugefügt. In den Jahren 2009 bis 2012 wurde die Orgel von Hugo Mayer Orgelbau aus Heusweiler restauriert und erweitert. | PCN   | 5. März 2004      |
|                            | Archäologische Fundstätte „Houbierg“          | (Karte)                                              | | PCN   | 23. April 2019    |
| Weitere Bilder             | Sendestation                                  | (Karte)                                              | | PCN   | 19. Dezember 2022 |
|                            | Gebäude des ehemaligen Pfarrhauses mit Garten | 9, rue du Village und 1, rue de Bourglinster (Karte) | | PCN   | 29. Januar 2024   |
| „Flammant-Haus“            | „Flammant-Haus“                               | 14, rue de Bourglinster (Karte)                      | | IS    | 6. März 1979      |
| Gebäude                    | Gebäude                                       | 20 und 24, rue du Village (Karte)                    | | IS    | 30. Oktober 1998  |
| Gebäude                    | Gebäude                                       | 7, route de Luxembourg (Karte)                       | | IS    | 7. November 2012  |
| Haus                       | Haus                                          | 13, rue de la Gare (Karte)                           | | IS    | 2. Dezember 2013  |
| Haus                       | Haus                                          | 3, rue de la Gare (Karte)                            | | IS    | 24. Januar 2017   |
| Wohnhaus mit Nebengebäuden | Wohnhaus mit Nebengebäuden                    | 13, route d’Echternach (Karte)                       | | IS    | 31. März 2017     |

### Rodenburg
| Bild                                         | Bezeichnung                                  | Lage                           | Beschreibung                                                         | Stufe | Eingetragen seit  |
| -------------------------------------------- | -------------------------------------------- | ------------------------------ | -------------------------------------------------------------------- | ----- | ----------------- |
| ehemaliges Pfarrhaus                         | ehemaliges Pfarrhaus                         | 7, rue d’Eschweiler (Karte)    |                                                                      | PCN   | 11. Juli 2008     |
| Weitere Bilder                               | Pfarrkirche mit Ausstattung                  | (Karte)                        | Die Nikolauskirche wurde in den Jahren 1754/55 im Barockstil erbaut. | PCN   | 13. November 2009 |
| ehemaliger Bauernhof                         | ehemaliger Bauernhof                         | 2, rue d’Ernster (Karte)       |                                                                      | PCN   | 2. März 2012      |
| ehemaliger Bauernhof                         | ehemaliger Bauernhof                         | 6, rue d’Eschweiler (Karte)    |                                                                      | PCN   | 13. März 2015     |
| ehemaliger Bauernhof                         | ehemaliger Bauernhof                         | 46, rue de Wormeldange (Karte) |                                                                      | PCN   | 25. Februar 2022  |
| Bauernhof mit Wohnhaus, Scheunen und Plätzen | Bauernhof mit Wohnhaus, Scheunen und Plätzen | 2, rue d’Eschweiler (Karte)    |                                                                      | IS    | 2. März 2000      |

Legende: PCN – Immeubles et objets bénéficiant des effets de classement comme patrimoine culturel national; IS – Immeubles et objets inscrits à l’inventaire supplémentaire

## Quelle
- Liste des immeubles et objets beneficiant d’une protection nationales, Nationales Institut für das gebaute Erbe, Fassung vom 12. September 2022, S. 52 ff. (PDF)

- Karte mit allen Koordinaten:
- OSM |
- WikiMap

Bad Mondorf |
Bartringen |
Bauschleiden |
Bech |
Beckerich |
Befort |
Berdorf |
Bettemburg |
Bettendorf |
Betzdorf |
Bissen |
Biwer |
Burscheid |
Bous-Waldbredimus |
Clerf |
Colmar-Berg |
Consdorf |
Contern |
Dalheim |
Diekirch |
Differdingen |
Dippach |
Düdelingen |
Echternach |
Ell |
Ernztalgemeinde |
Erpeldingen an der Sauer |
Esch an der Alzette |
Esch an der Sauer |
Ettelbrück |
Fels |
Feulen |
Fischbach |
Flaxweiler |
Frisingen |
Garnich |
Goesdorf |
Grevenmacher |
Grosbous-Wahl |
Habscht |
Heffingen |
Helperknapp |
Hesperingen |
Junglinster |
Käerjeng |
Kayl |
Kehlen |
Kiischpelt |
Koerich |
Kopstal |
Lenningen |
Leudelingen |
Lintgen |
Lorentzweiler |
Luxemburg |
Mamer |
Manternach |
Mersch |
Mertert |
Mertzig |
Monnerich |
Niederanven |
Nommern |
Parc Hosingen |
Petingen |
Préizerdaul |
Pütscheid |
Rambruch |
Reckingen/Mess |
Redingen/Attert |
Reisdorf |
Remich |
Roeser |
Rosport-Mompach |
Rümelingen |
Saeul |
Sandweiler |
Sassenheim |
Schengen |
Schieren |
Schifflingen |
Schüttringen |
Stadtbredimus |
Stauseegemeinde |
Steinfort |
Steinsel |
Strassen |
Tandel |
Ulflingen |
Useldingen |
Vianden |
Vichten |
Waldbillig |
Walferdingen |
Weiler zum Turm |
Weiswampach |
Wiltz |
Winseler |
Wintger |
Wormeldingen